# عالم رائع (مسلسل كوري جنوبي)
عالم رائع (بالكورية: 원더풀 월드)؛ هو مسلسل تلفزيوني كوري جنوبي، من بطولة كيم نام جو، تشا إن وو، كيم كانغ-وو، وإيم سي مي. عرض في 1 مارس الى 13 أبريل 2024، بث على قناة MBC TV كل يومي الجمعة والسبت، وهو متاحً أيضًا على ديزني + في مناطق مختارة.

## القصة
تدور أحداث المسلسل حول أم تقرر السعي لتحقيق العدالة بمفردها عندما يخذلها النظام القانوني بعد الخسارة المأساوية لابنها.

## طاقم
- كيم نام جو بدور إيون سو هيون: أستاذة وكاتبة في علم النفس، وهي شخصية ناجحة مشهورة.[2]
- تشا إن وو بدور كوون سيون يول: شخص غامض نشأ في عائلة ثرية، لكنه يعيش حياة صعبة بعد أن فقد والديه بسبب سلسلة من الحوادث.[7]
- كيم كانغ-وو بدور كانغ سو هو: زوج سو هيون وهو مذيع ناجح.[8]
- إيم سي مي في دور هان يو-ري: صاحبة متجر، والتي تعتبر بمثابه اخت لـ سو-هيون.[9]
- يانغ هاي-جي بدور هونغ سو-جين: أفضل صديق لـ سيون-يول التي تتمتع بشخصية سهلة وصادقة.[10]
- بارك هيوك كوون في دور كيم جون: عمدة سيول السابق والممثل الحالي لحزب الاتحاد الكوري.[11]
- وون مي كيونغ في دور اوه جو-اون: والدة سو-هيون وهي صاحبة مطعم.[11]

## المشاهدات
| الموسم | الموسم | رقم الحلقة | رقم الحلقة | رقم الحلقة | رقم الحلقة | رقم الحلقة | رقم الحلقة | رقم الحلقة | رقم الحلقة | رقم الحلقة | رقم الحلقة | رقم الحلقة | رقم الحلقة | رقم الحلقة | رقم الحلقة | المتوسط |
| الموسم | الموسم | 1          | 2          | 3          | 4          | 5          | 6          | 7          | 8          | 9          | 10         | 11         | 12         | 13         | 14         | المتوسط |
| ------ | ------ | ---------- | ---------- | ---------- | ---------- | ---------- | ---------- | ---------- | ---------- | ---------- | ---------- | ---------- | ---------- | ---------- | ---------- | ------- |
|        | 1      | 0.934      | 1.116      | 1.448      | 1.225      | 1.619      | 1.310      | 1.446      | 1.070      | 1.811      | 1.456      | 1.919      | 1.176      | 1.904      | 1.585      | 1.430   |

وفقا لنيلسن، فقد حقق المسلسل نسبة مشاهدة 11.4% بحوالي 1.9 مليون مشاهد في الحلقة 11 و 13، ليصبح ثاني اعلى دراما لقناة ام بي سي للعام بعد زهرة الفارس.
| الحلقات | تاريخ البث    | تقييمات نيلسن كوريا | تقييمات نيلسن كوريا |
| الحلقات | تاريخ البث    | على الصعيد الوطني   | سيئول               |
| ------- | ------------- | ------------------- | ------------------- |
| 1       | 1 مارس 2024   | 5.3%                | 5.4%                |
| 2       | 2 مارس 2024   | 6.1% (4)            | 6.1% (5)            |
| 3       | 8 مارس 2024   | 8.0% (3)            | 8.0% (4)            |
| 4       | 9 مارس 2024   | 6.4%                | 6.2%                |
| 5       | 15 مارس 2024  | 9.9%                | 10.2%               |
| 6       | 16 مارس 2024  | 7.3%                | 7.0%                |
| 7       | 22 مارس 2024  | 8.5%                | 8.3%                |
| 8       | 23 مارس 2024  | 6.3%                | 6.1%                |
| 9       | 29 مارس 2024  | 11.4%               | 11.7%               |
| 10      | 30 مارس 2023  | 9.2%                | 9.7%                |
| 11      | 5 ابريل 2024  | 11.4%               | 11.2%               |
| 12      | 6 ابريل 2024  | 6.8%                | 6.3%                |
| 13      | 12 ابريل 2024 | 11.4%               | 11.6%               |
| 14      | 13 ابريل 2024 | 9.2%                | 8.7%                |
| متوسط   | متوسط         | 8.4%                | 8.3%                |

## الإنتاج
المسلسل من كتابة كيم جي اون من اعمالها أكاذيب مغلفة بأكاذيب (2020)، لماذا هي ؟ (2022).

## روابط خارجية
- الموقع الرسمي
 (بالكورية)
- عالم رائع على موقع IMDb (الإنجليزية)
- عالم رائع على موقع قاعدة بيانات الفيلم (الإنجليزية)
- عالم رائع على هانسينما